# 巴蜀图语

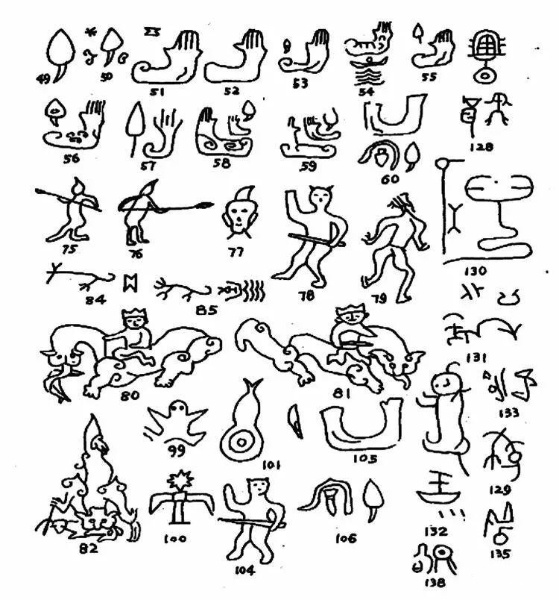
巴蜀圖形文字

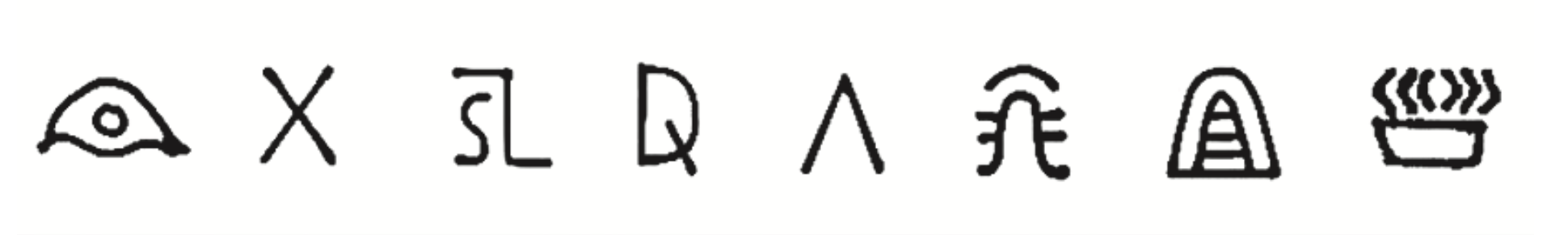
三星堆遺址刻劃符號

巴蜀图语，又称巴蜀刻符、巴蜀符号或巴蜀图形文字，是在今四川省及重慶市附近地區出土的战国至西汉初的文物上，发现的一些图形符号，这些符号跟汉字中的象形字极为相像。

## 概述
巴蜀图语主要分布在铜兵器、铜乐器、铜玺印等器物上。典型的巴蜀图语是虎纹、手心纹和花蒂纹等等，由于其形状非常像装饰性的符号，所以一开始并没有把它看作文字，随着考古工作的进展，越来越多的类似符号被发现，目前主流观点认为这是巴蜀部族用来记录语言的工具、族徽、图腾或宗教符号，是一种象形文字，是巴蜀文字的雏形。据推断巴蜀图语可能产生于古蜀国开明王朝时期。
已发现的巴蜀图语超过二百多种，九成以上是刻在铜兵器上的，年代在公元前9世纪西周到公元前1世纪西汉之间，前后延续长达800年之久。
2019年严志斌与洪梅合作编纂出《巴蜀符号集成》一书，全面搜集整理了迄今所公开刊布的巴蜀符号的器物，及收藏机构展出的一些有巴蜀符号的器物，总数量有835件，另附录53件。每件巴蜀符号器物以器类、时代、地点、尺寸、著录情况、收藏情况、符号内容七种项目加以编录。
巴蜀图语，在文字起源中有着举足轻重的地位，与仙居蝌蚪文一样完全没有被破解，它的解读将对了解古巴蜀王国文化起到决定性的作用，是揭开三星堆文明的秘密关键。
相传汉字是由夏禹和他的巴蜀妻子涂山氏带至中原的巴蜀图语演变而成的，这种说法虽然难以考证，现阶段还难以断言巴蜀图语与汉字之间的联系有无。
中華人民共和國學者錢玉趾最早提出巴蜀圖語與彝文間有緊密關係。比對彝文與巴蜀圖語，且萨伍牛與吉格阿加、胡成荣和窝底子等學者認為巴蜀圖語來自古彝文。

## 圖庫

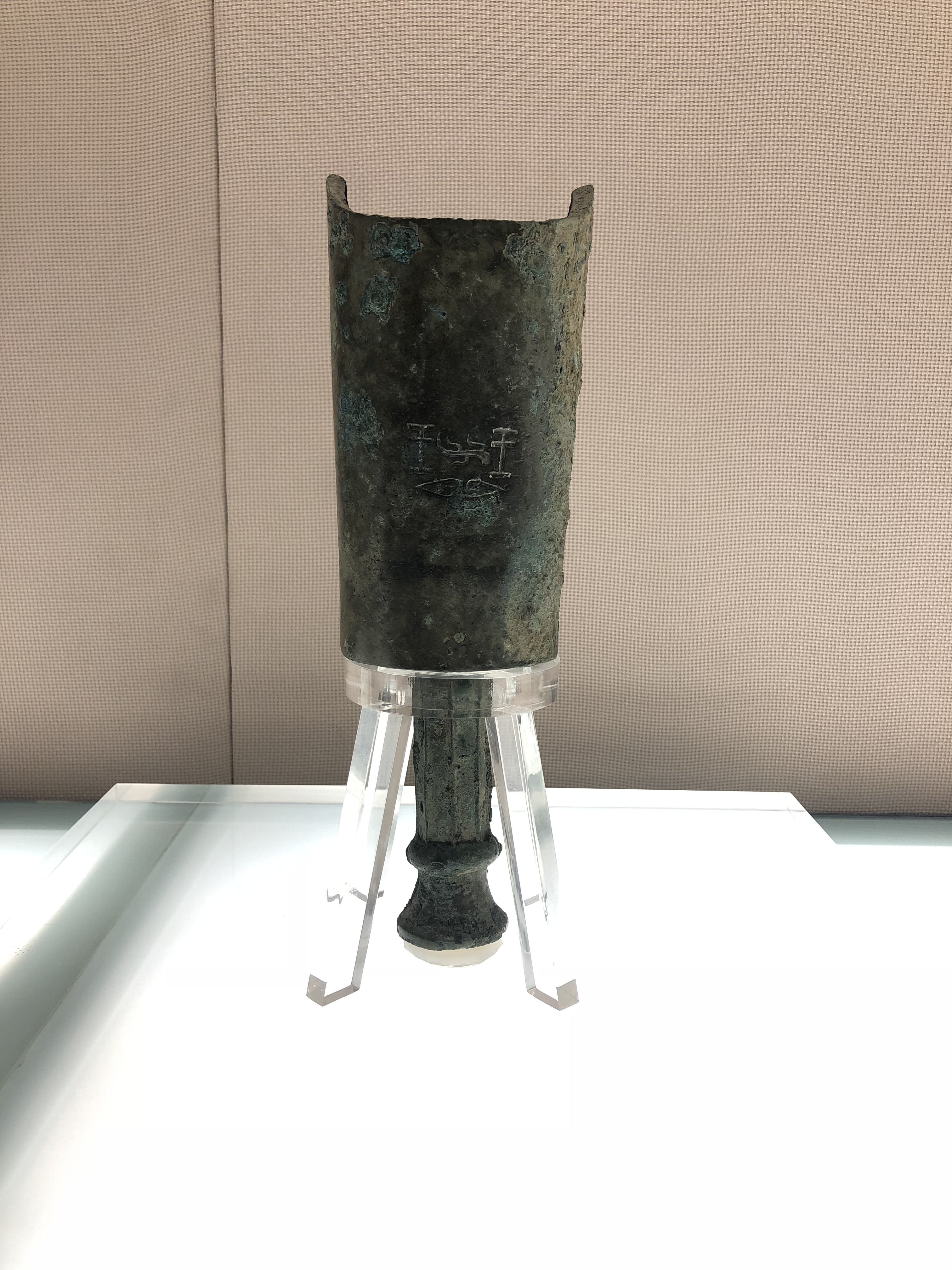
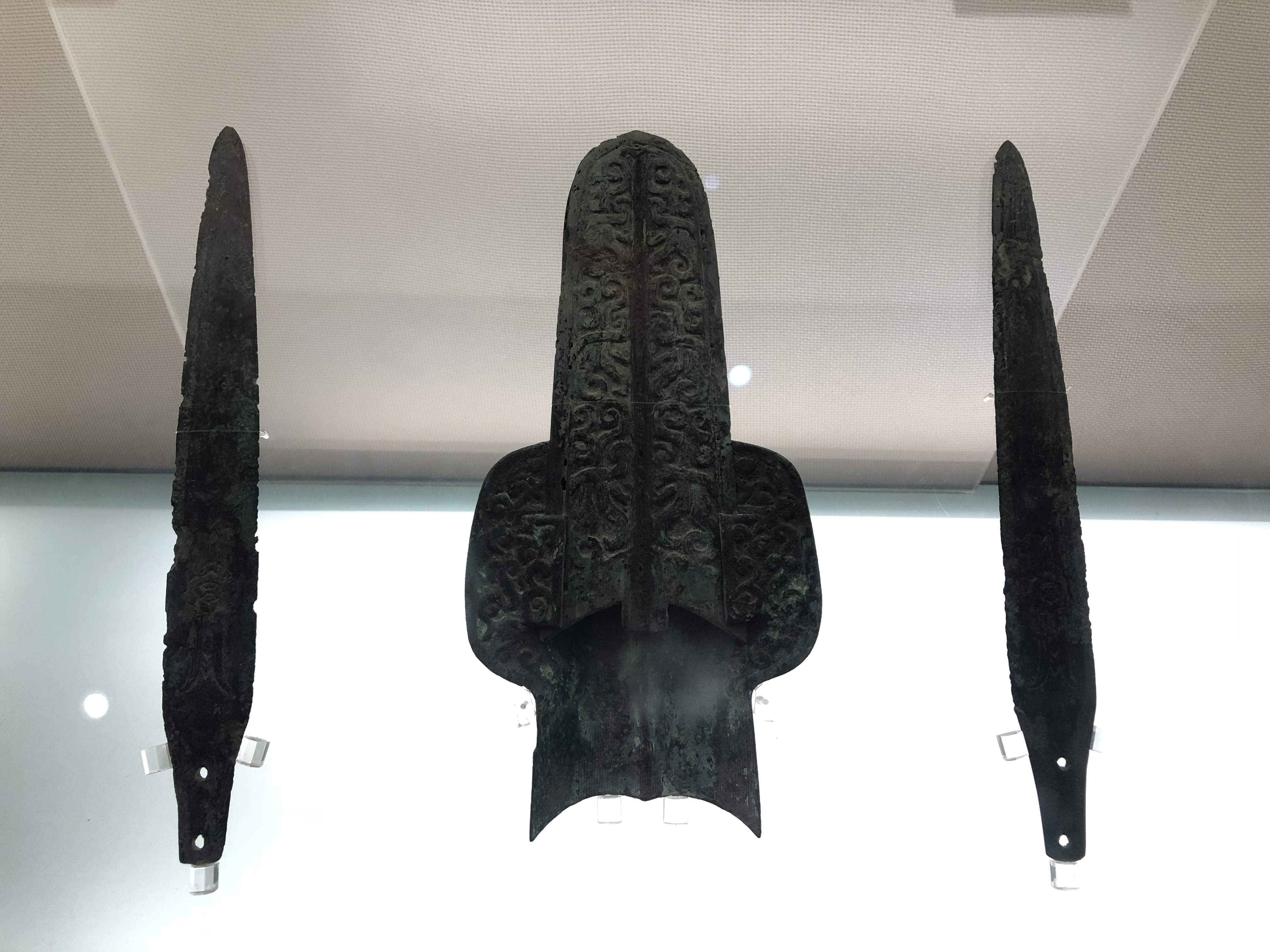
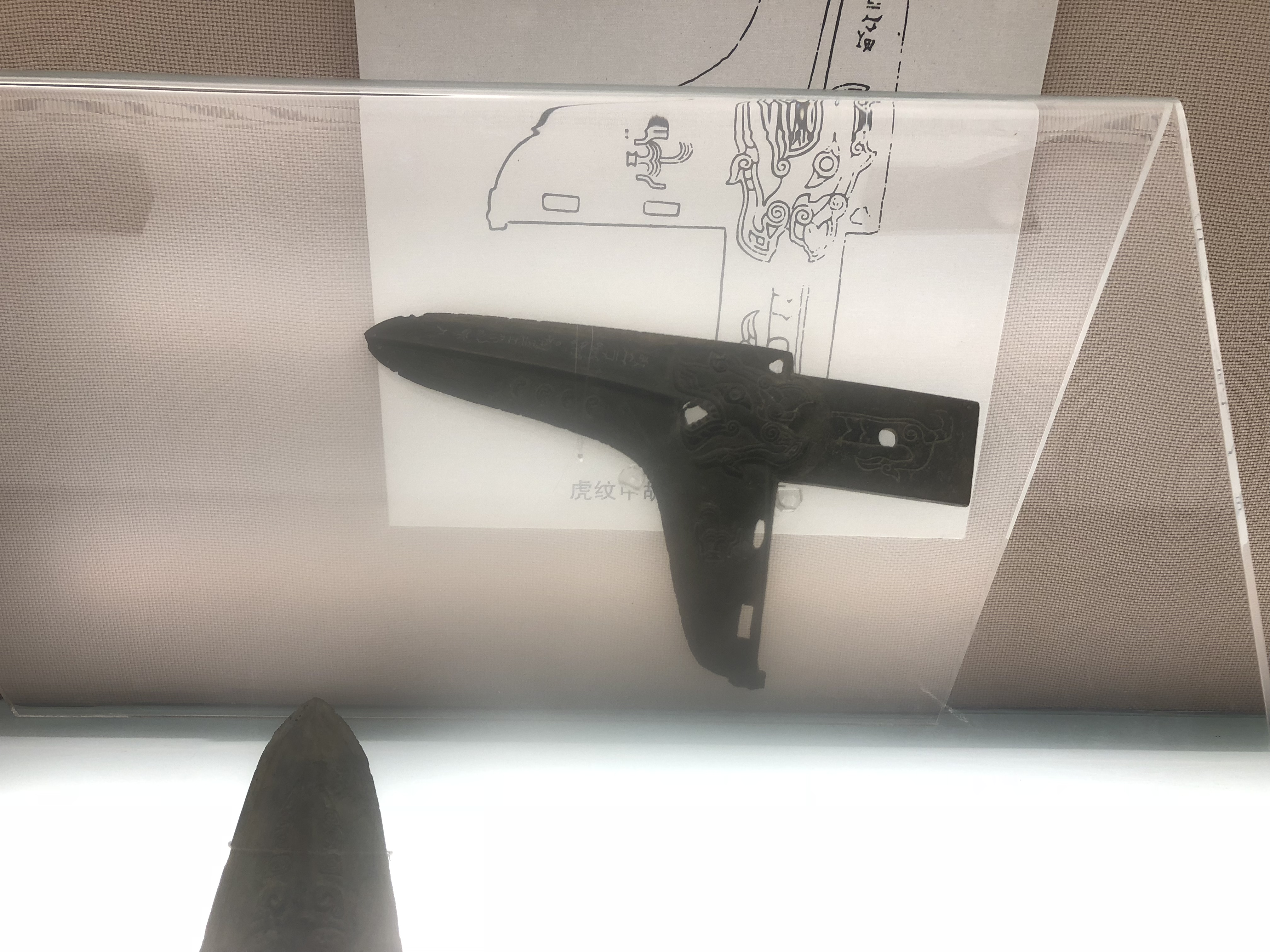
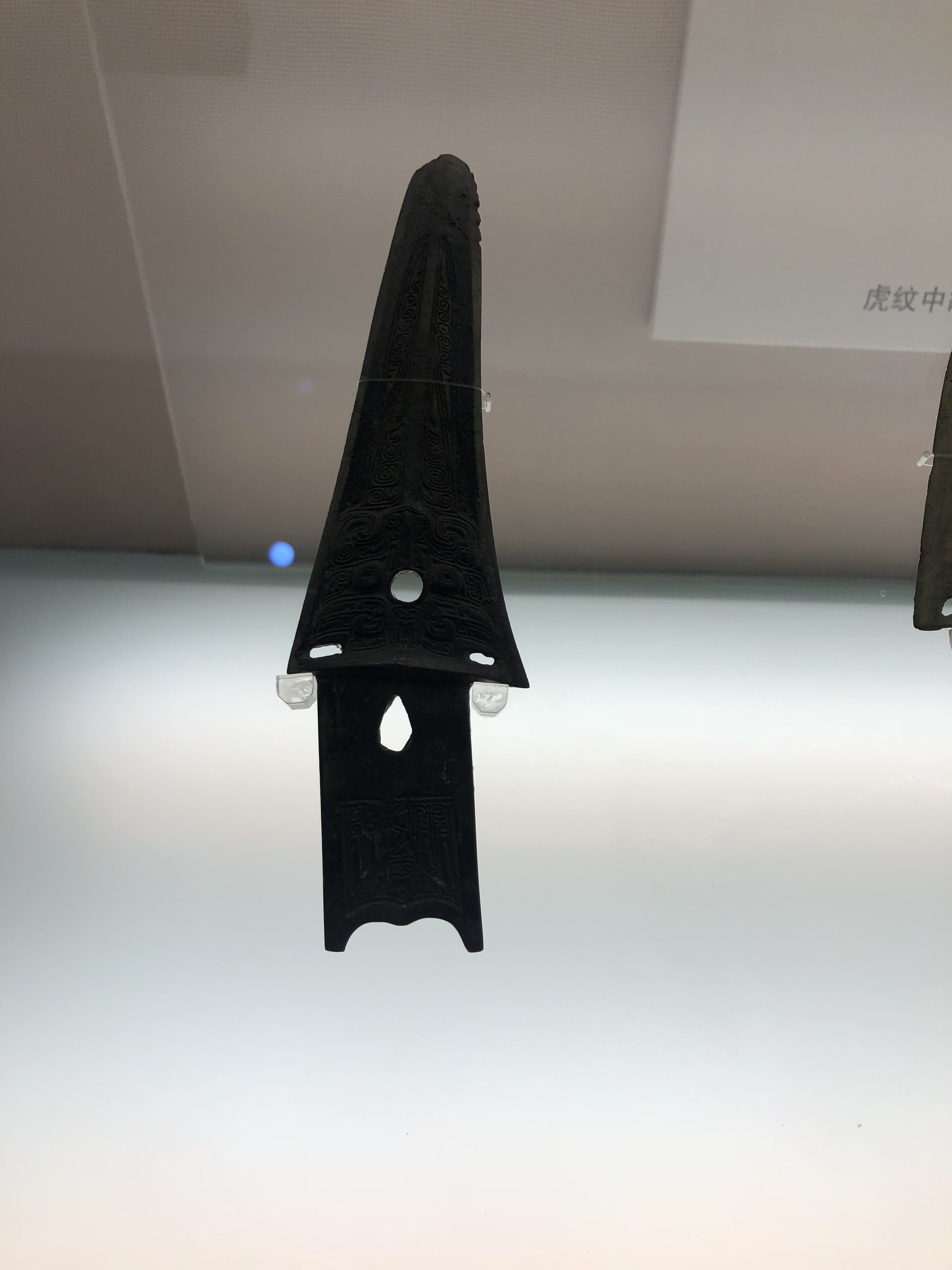
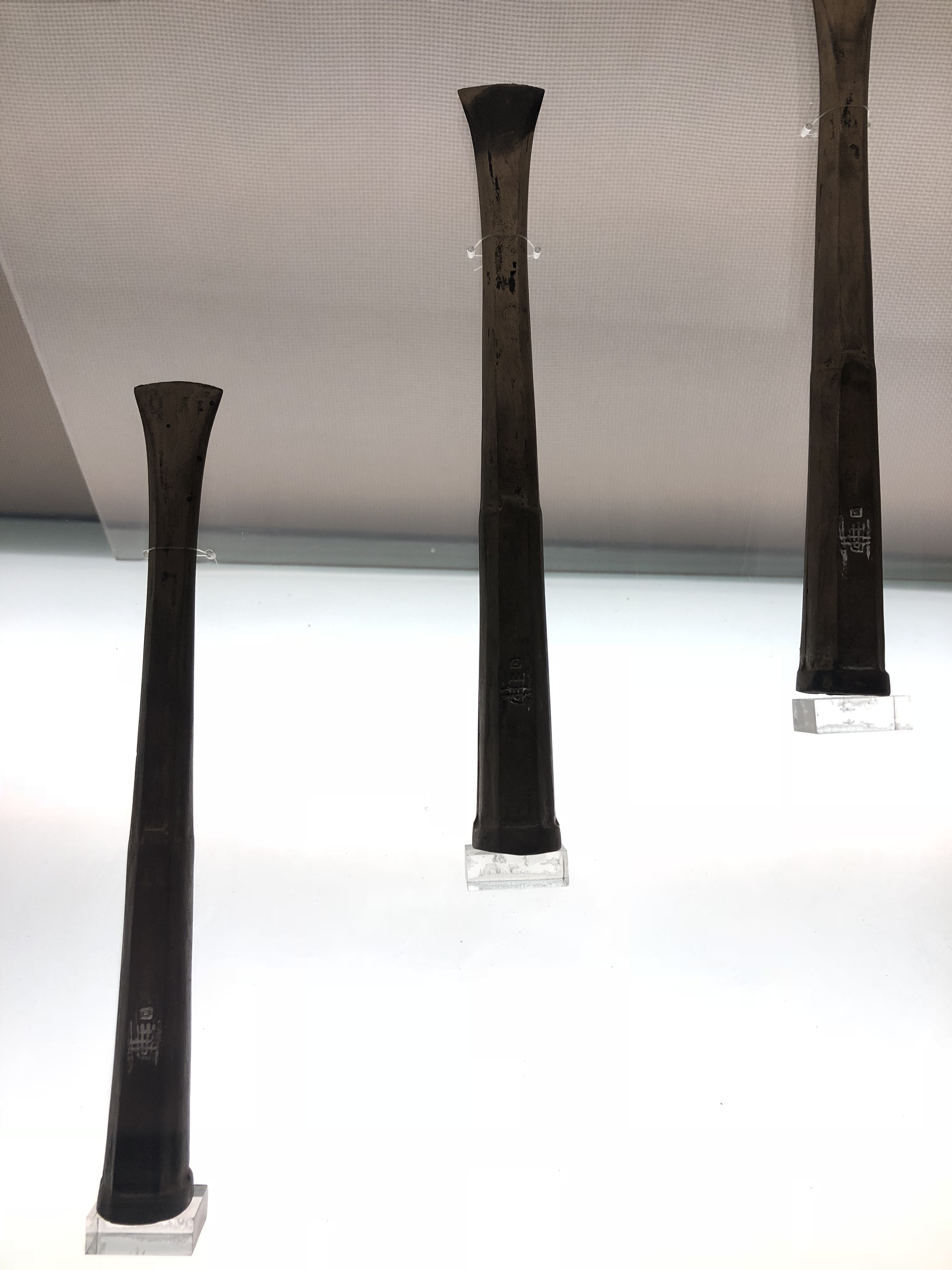
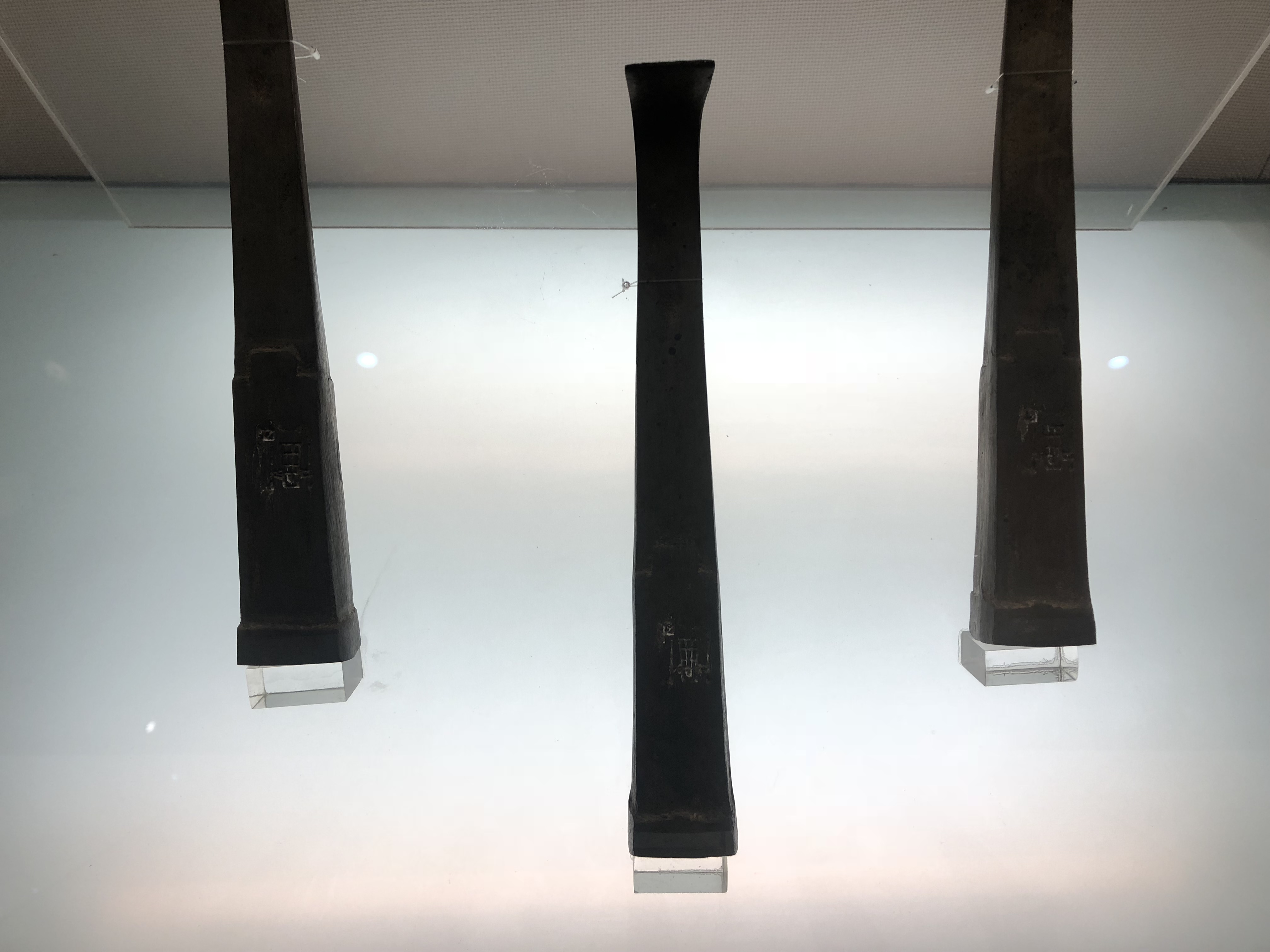
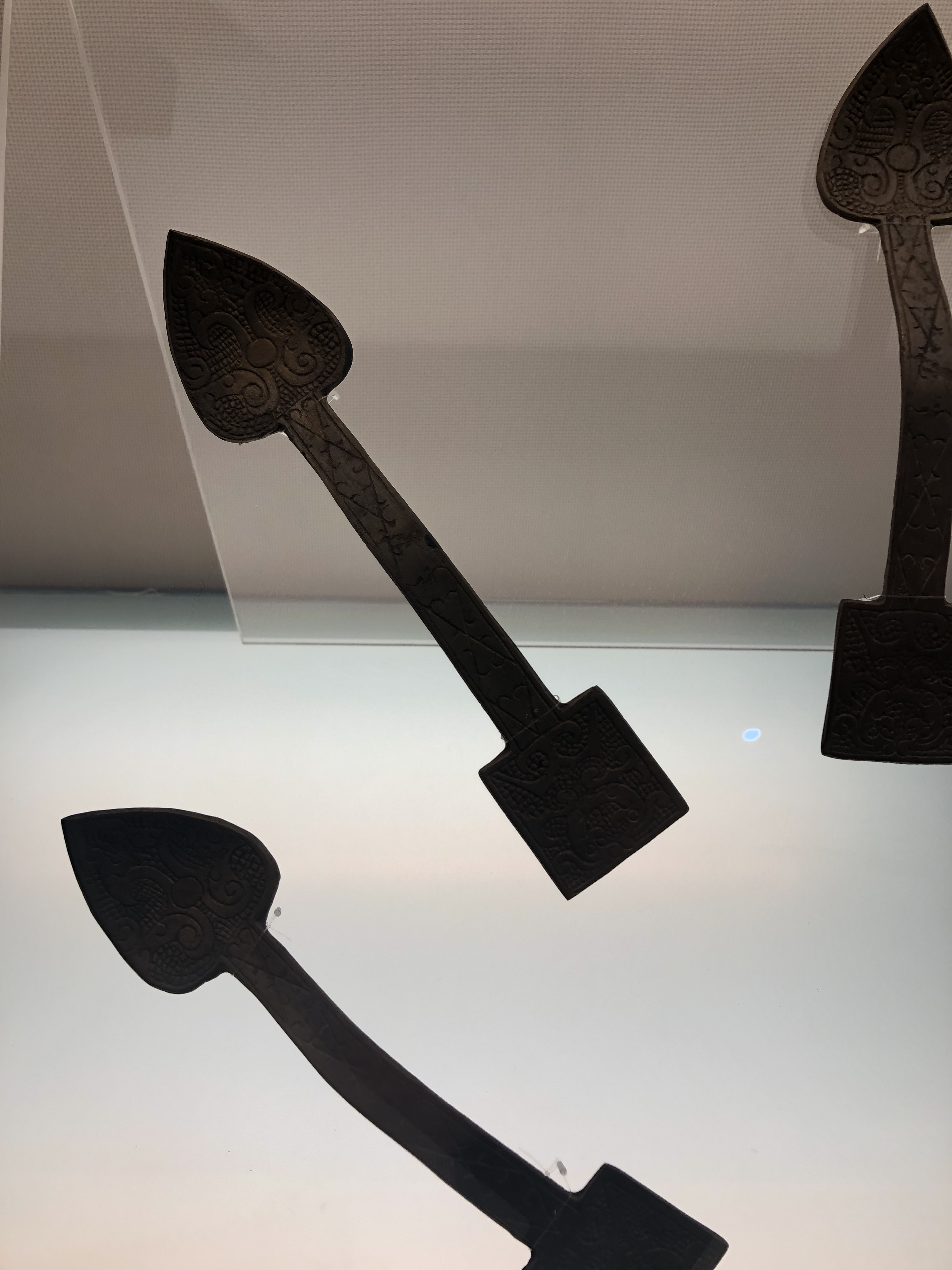
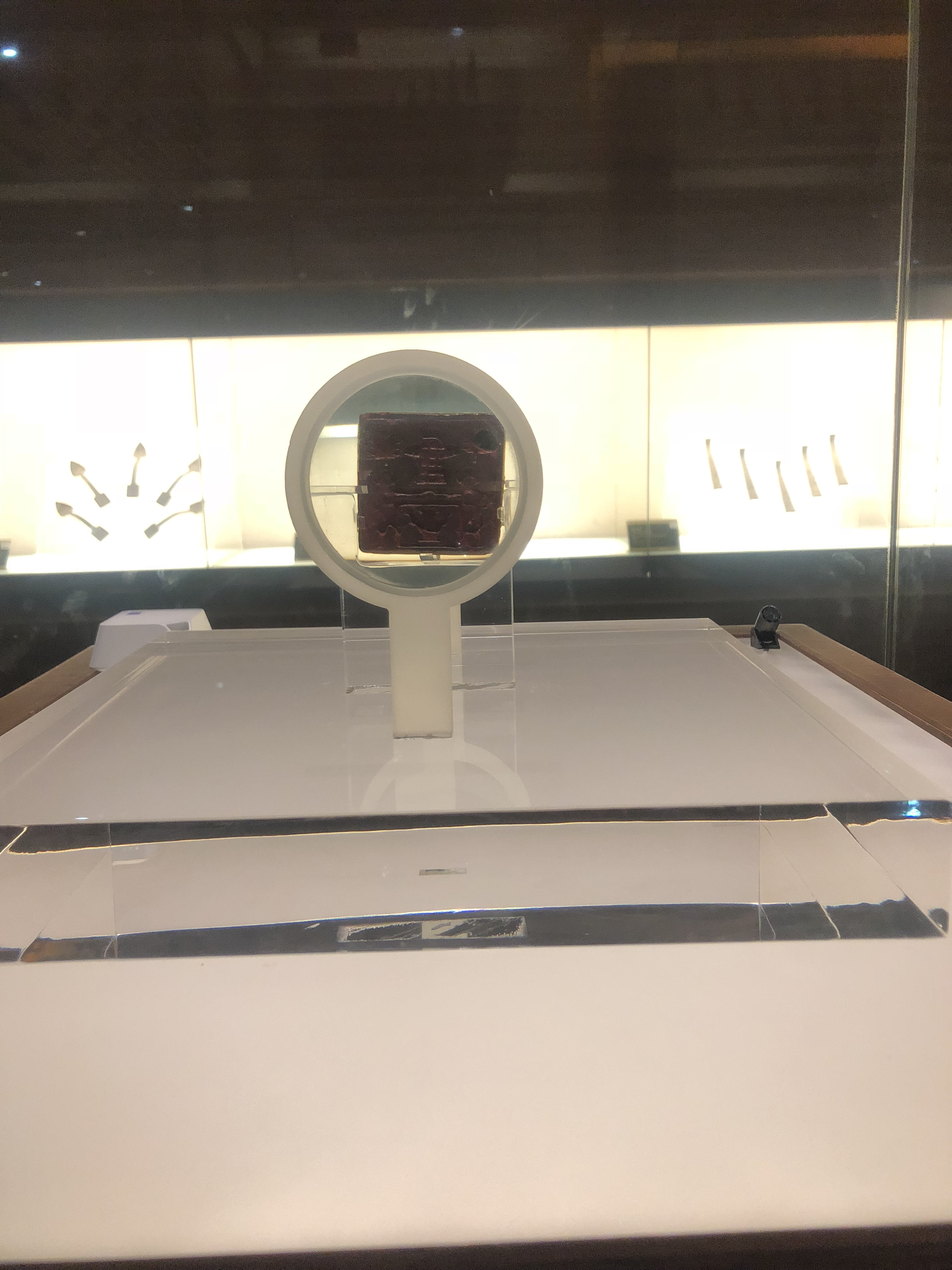
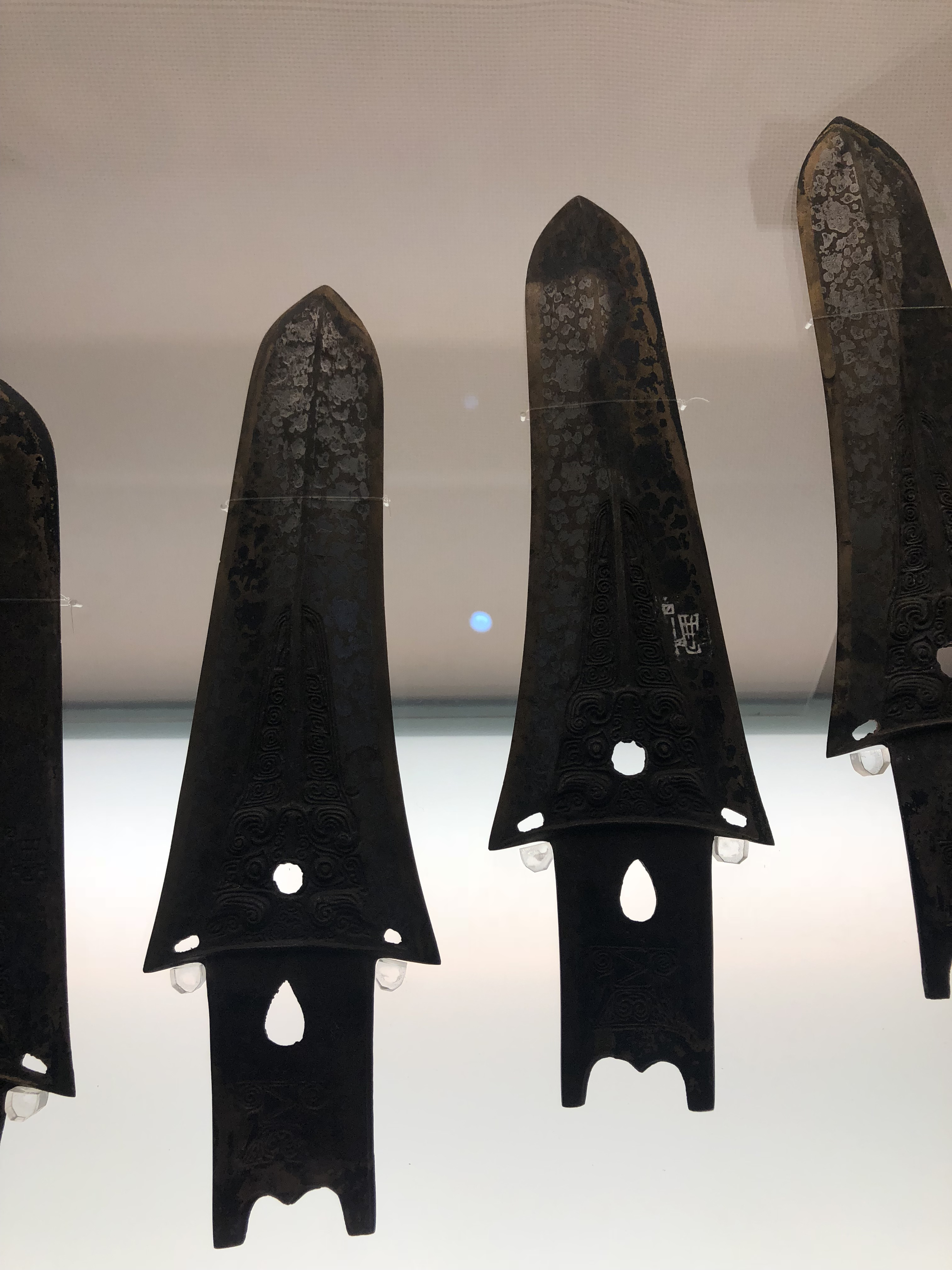
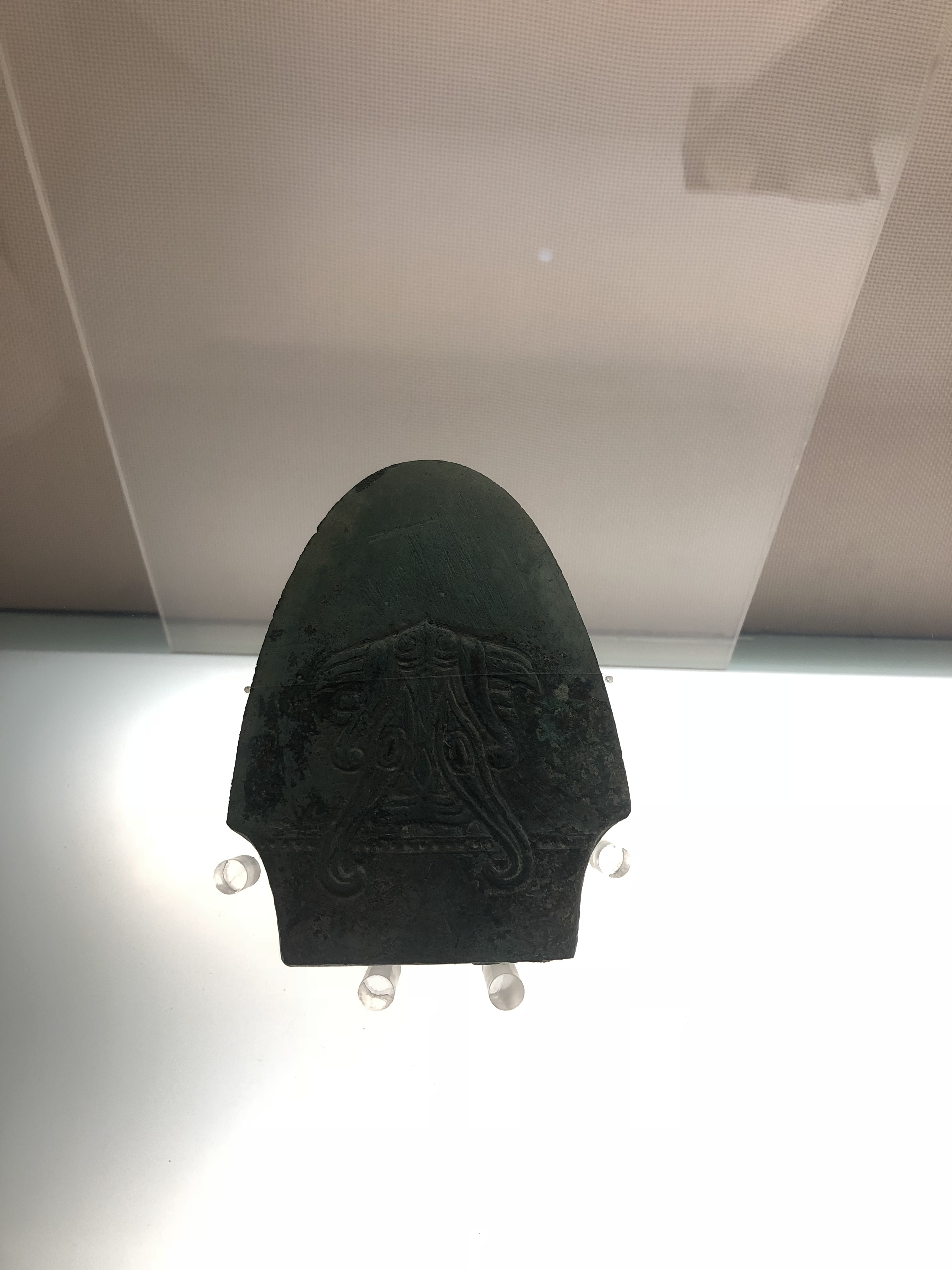
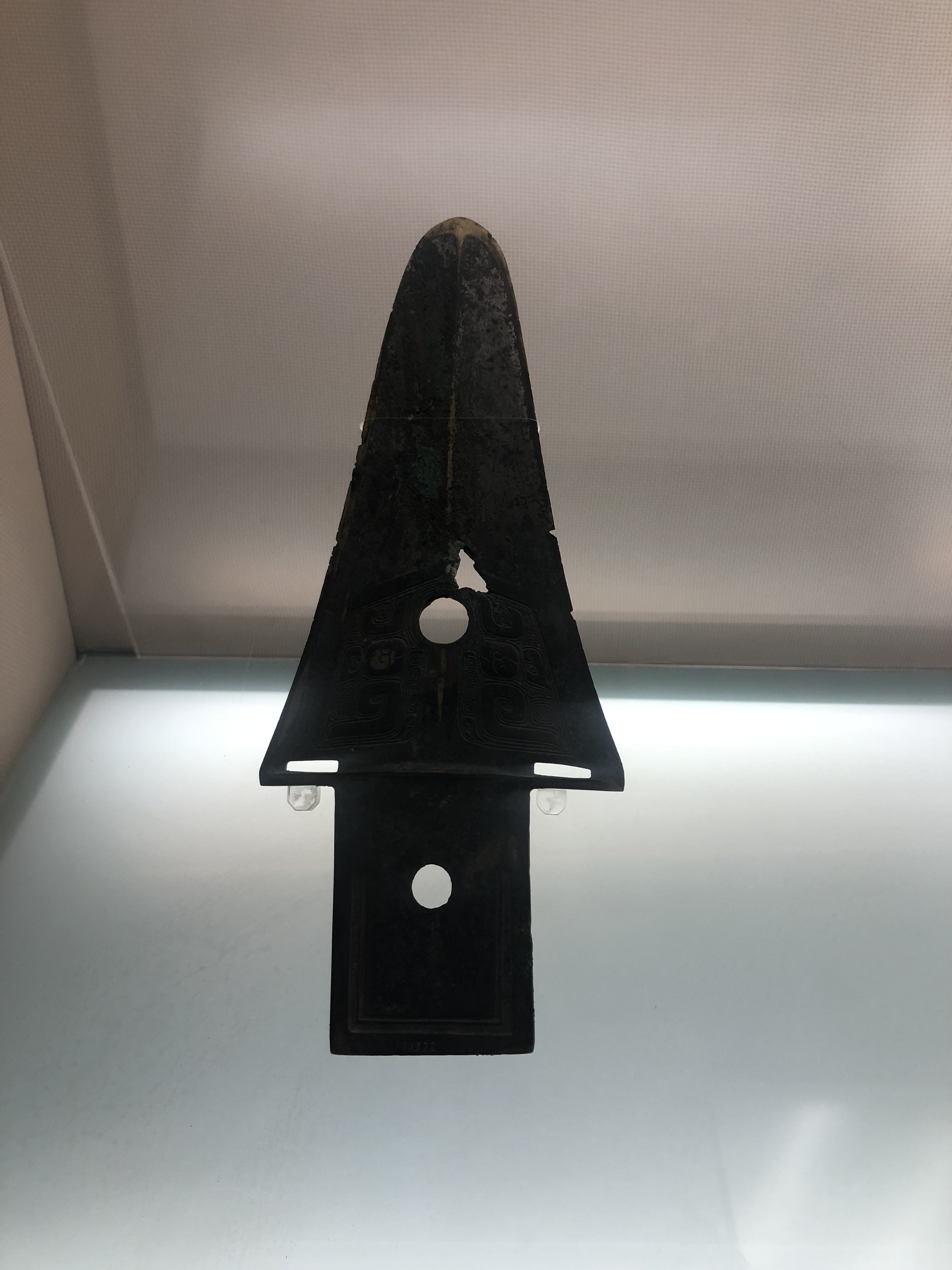

書寫符號

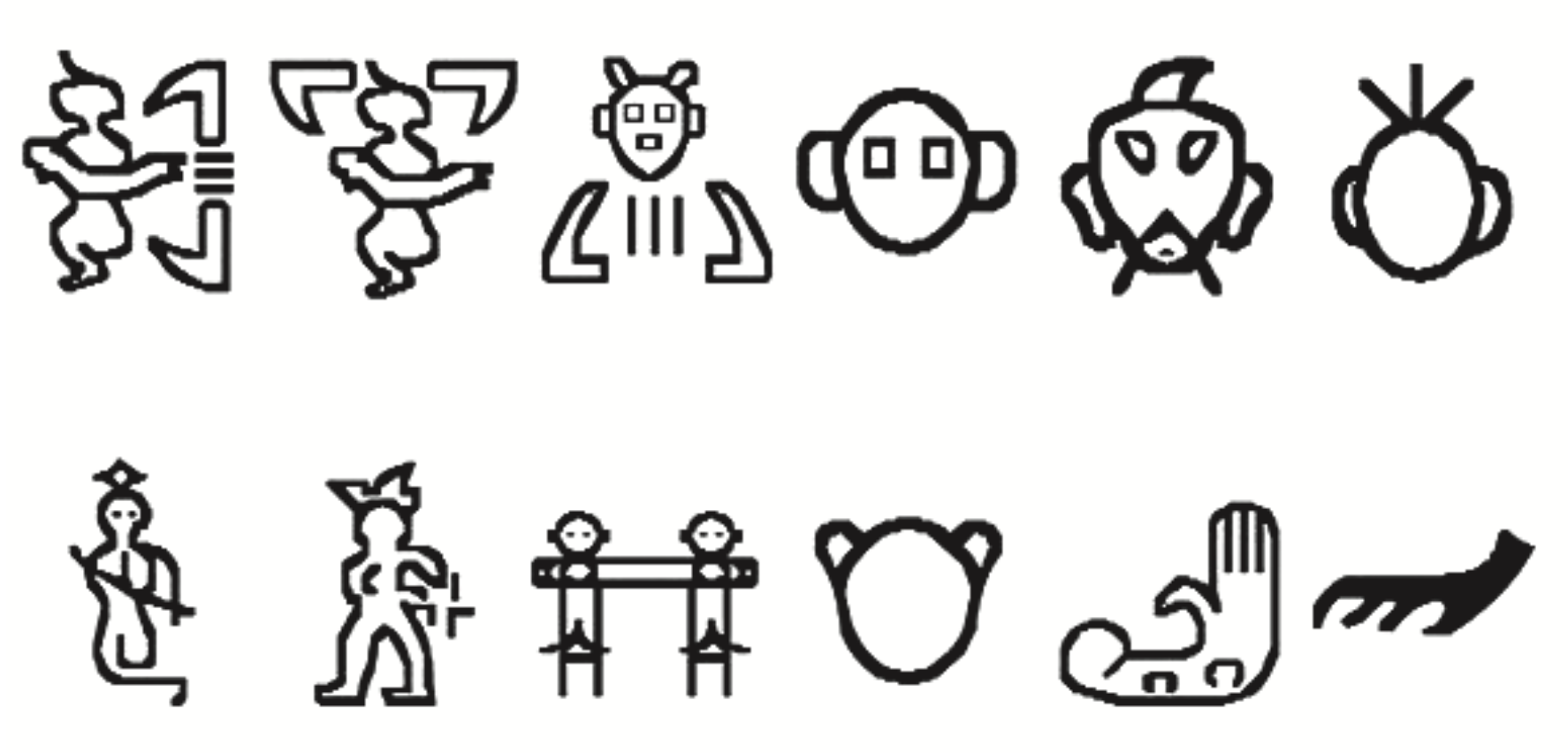
人形符號
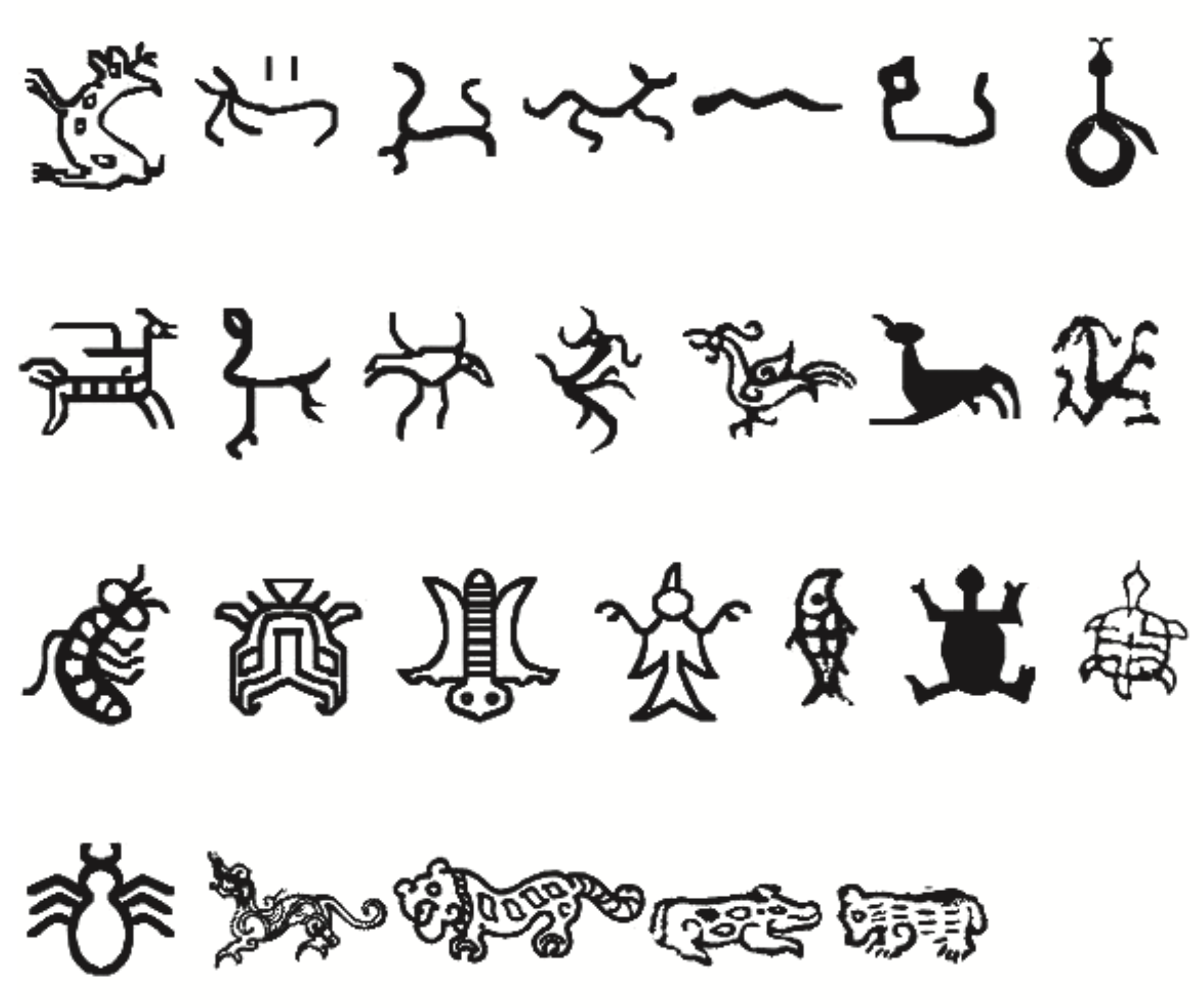
動物形符號
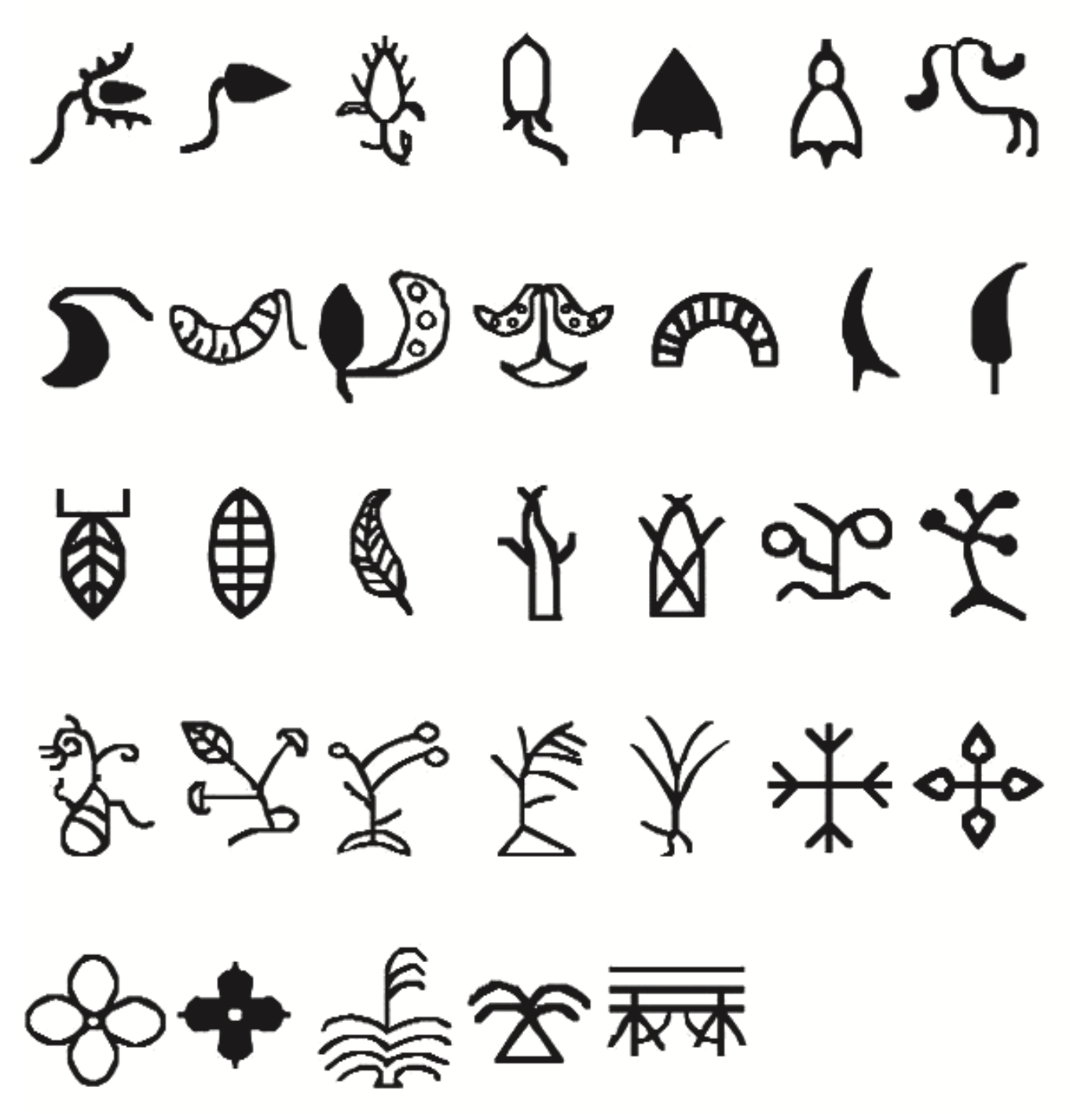
植物形符號
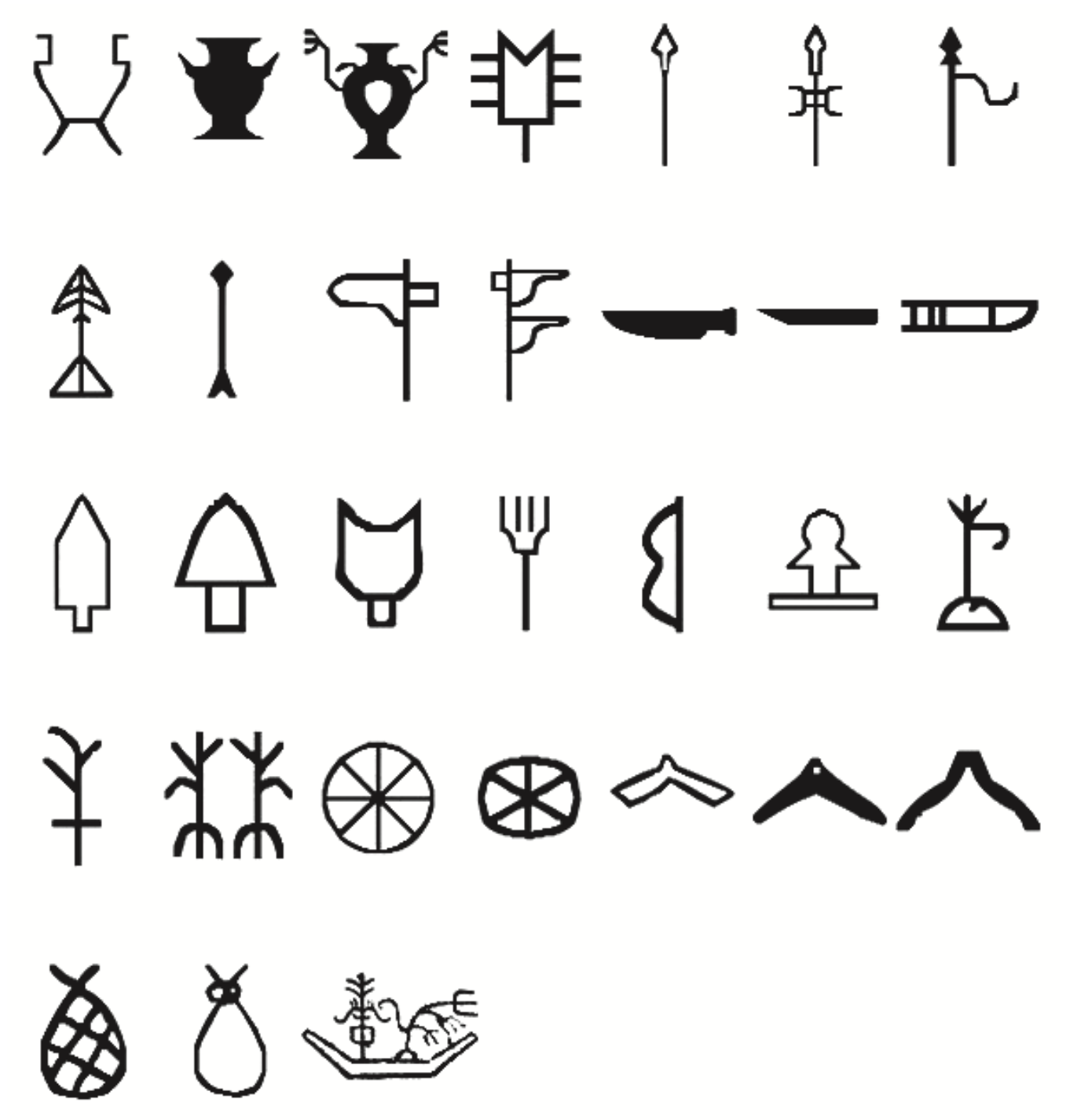
器物形符號
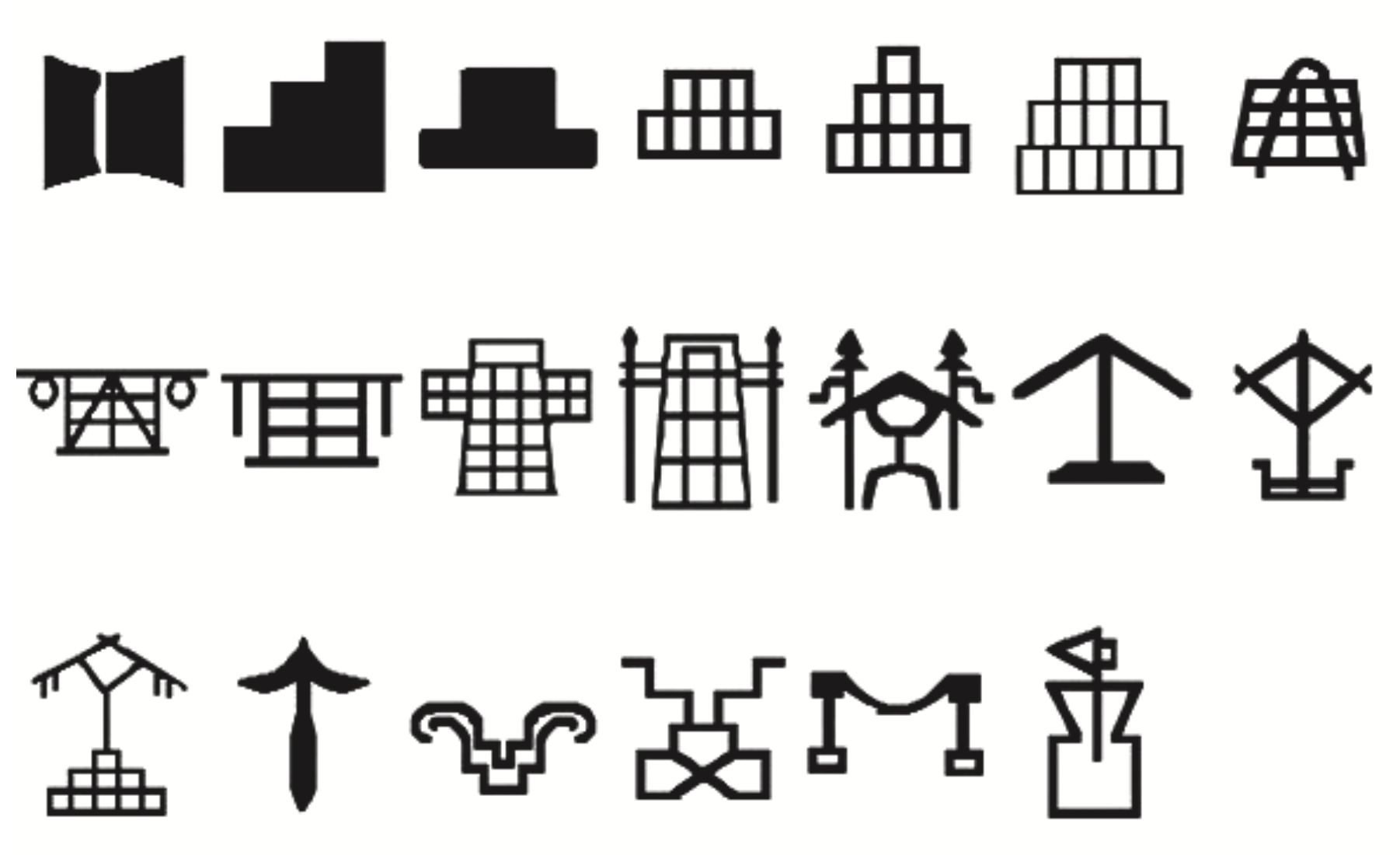
建築形符號
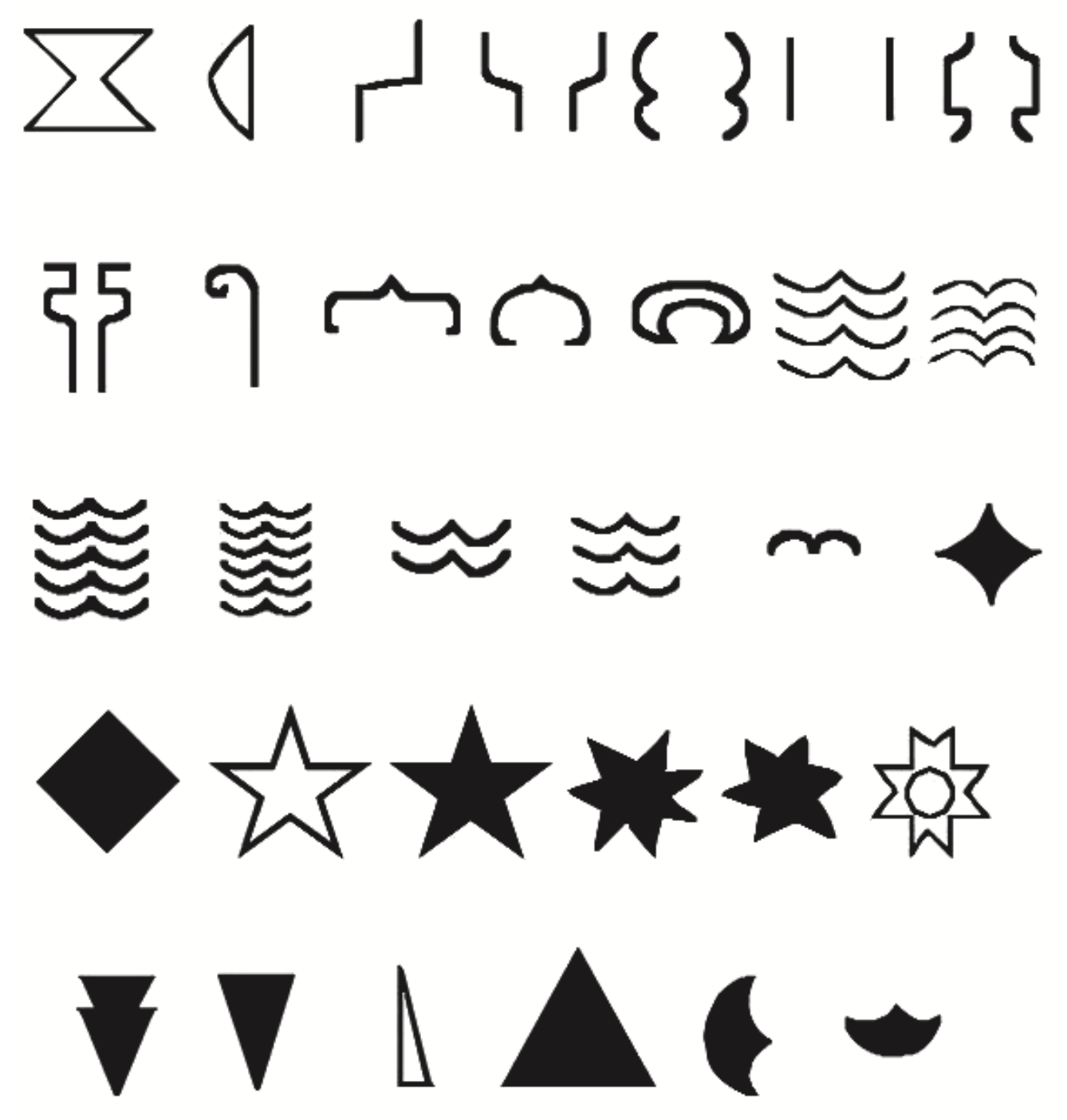
幾何形符號
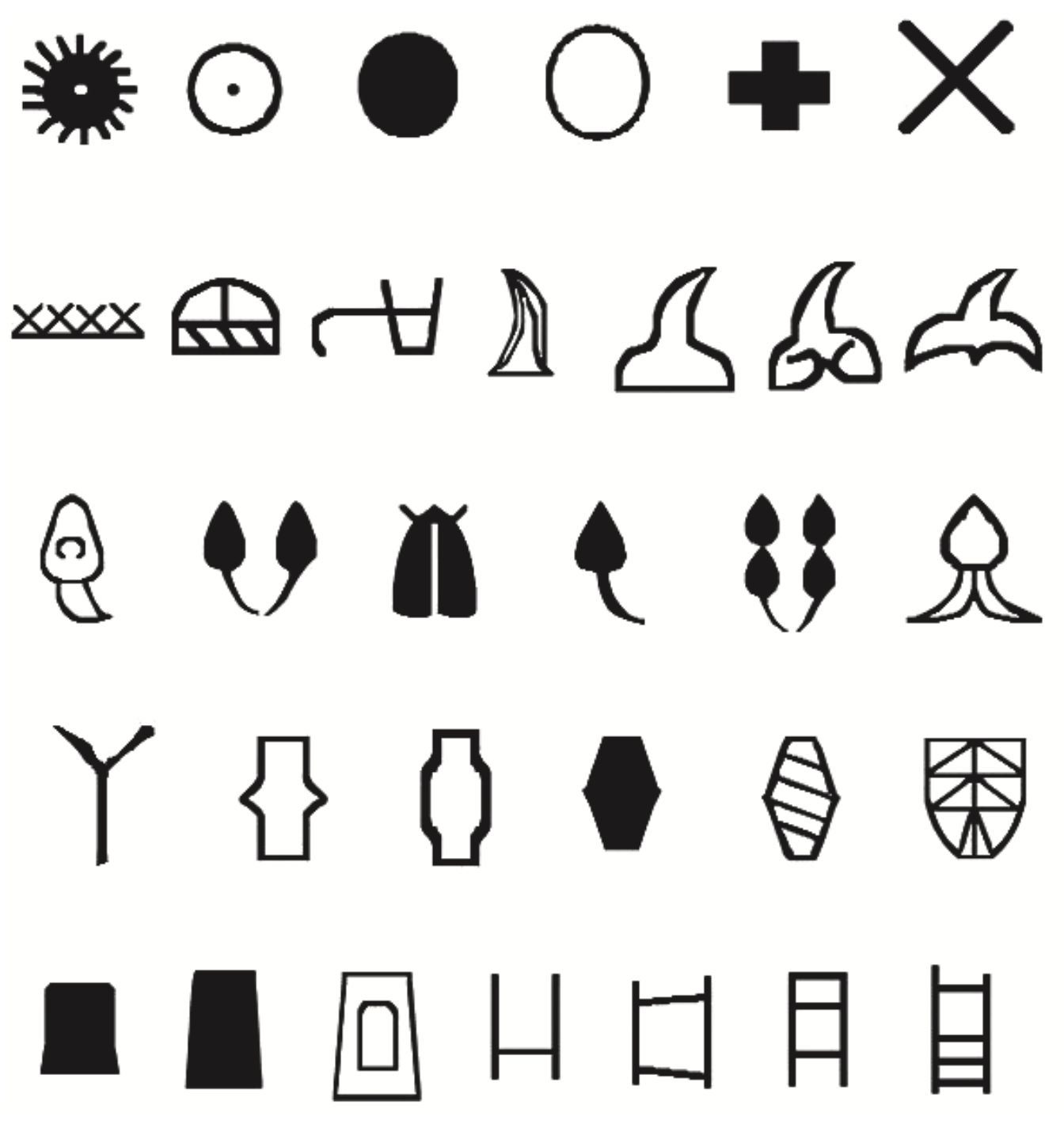
幾何形符號
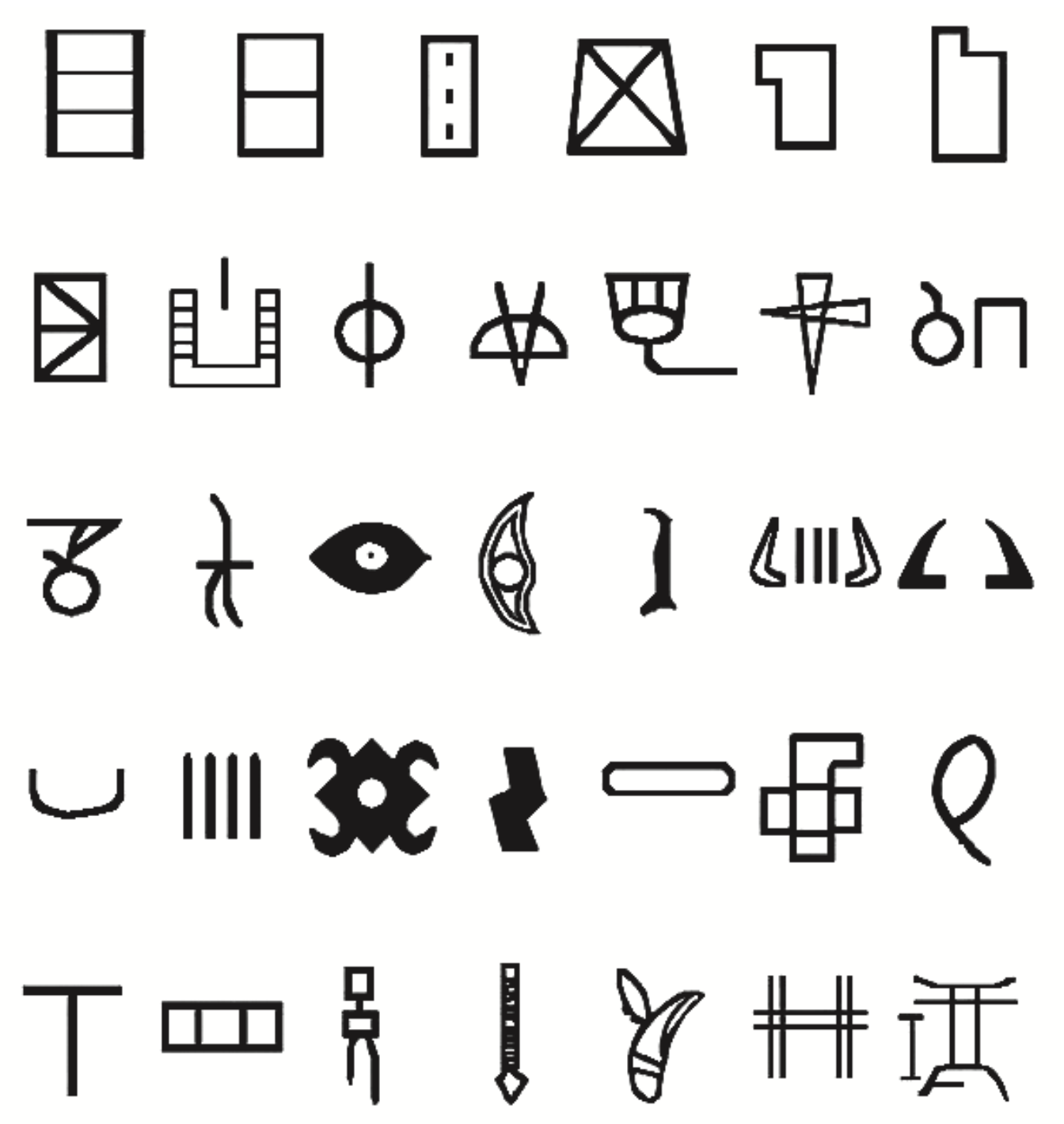
幾何形符號
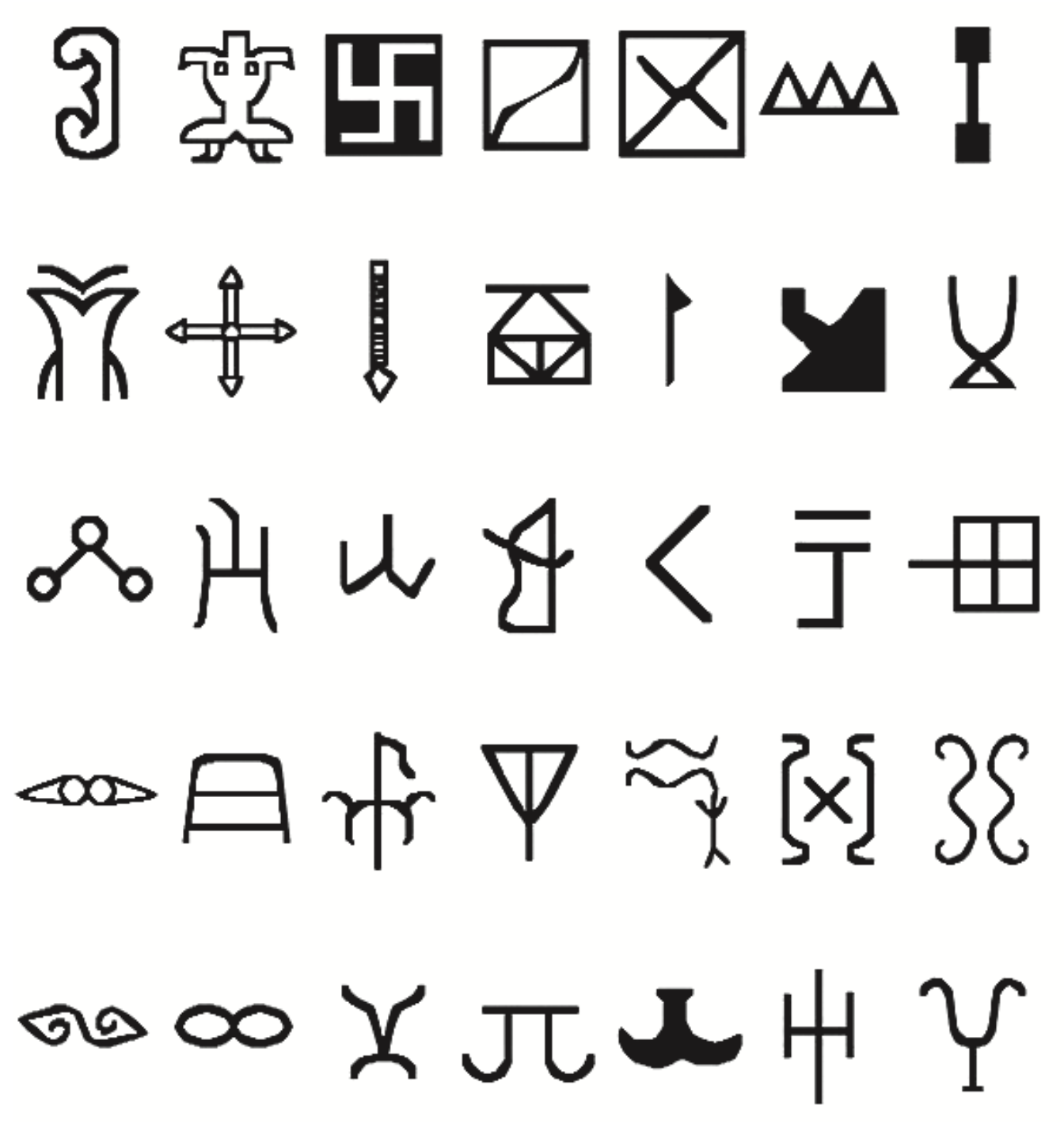
幾何形符號
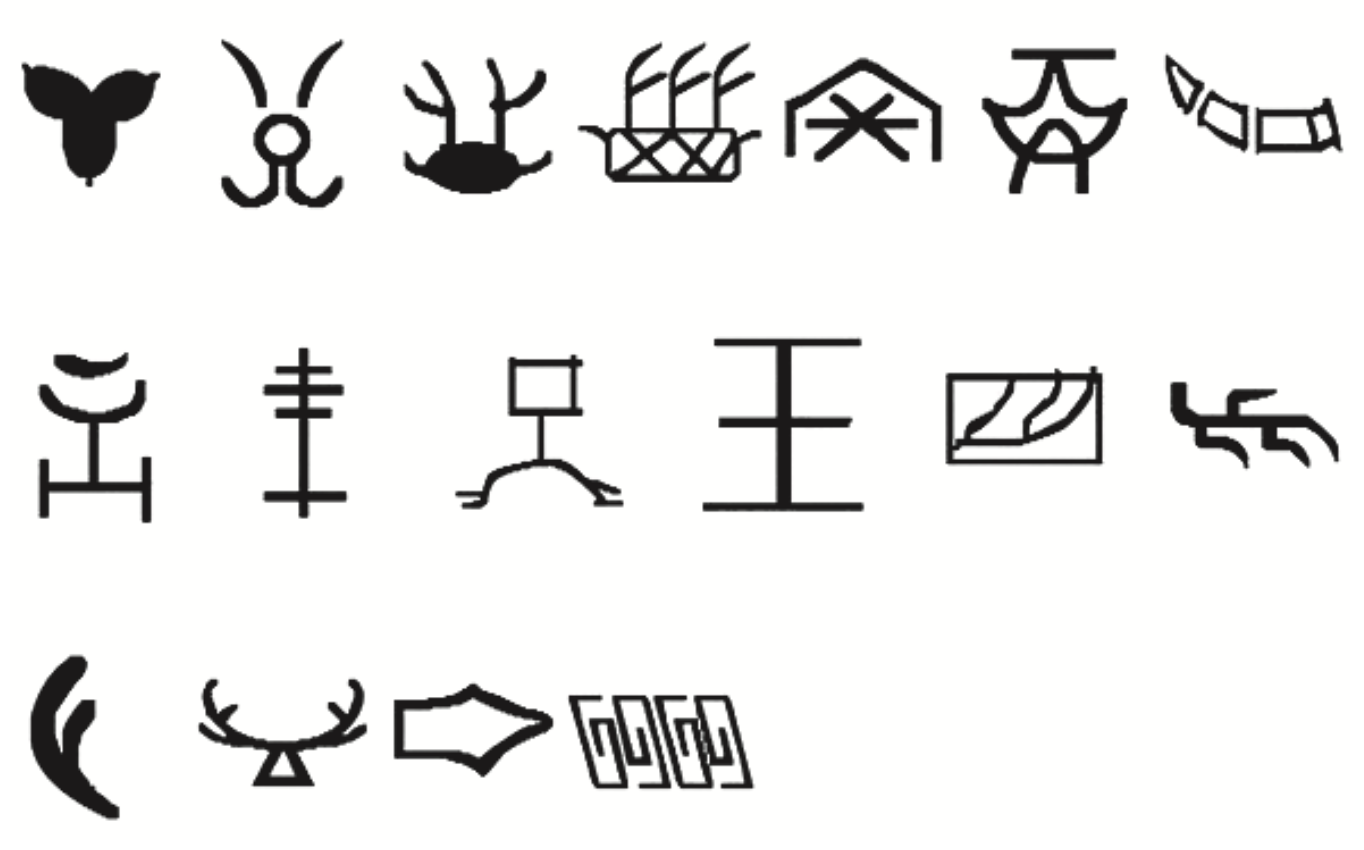
幾何形符號

文物實例